# Coming Up Roses
Coming Up Roses (gallese: Rhosyn a Rhith) è un film del 1986, diretto da Stephen Bayly, con Bill Paterson. Il film è stato proiettato al Festival di Cannes 1986 nella sezione Un Certain Regard

## Trama
Il cinema Rex è l'ultima delle cinque sale cinematografiche di una cittadina gallese a chiudere, poiché il proprietario vuole vendere l'edificio. Trevor Jones, proiezionista patentato e padre di tre figli, e la giovane nonna Mona Ellis, che si occupava della vendita dei gelati all'interno della sala, rimangono senza lavoro.
Trevor accetta come ripiego la mansione non particolarmente redditizia di custode del cinema, mentre Mona, in ritardo con le rate del mutuo e senza più una fonte di entrate, con la prospettiva di essere estromessa dalla propria abitazione, gli chiede un prestito piuttosto oneroso. Trevor a sua volta chiede i soldi all'ex-direttore dell'esercizio, l'anziano Eli Davies, appassionato di cinema come i suoi dipendenti, che li attinge da quanto aveva accantonato per i propri funerali, per i quali aveva predisposto in anticipo tutta la cerimonia e la pietra tombale. Trevor è sicuro di poterlo rifondere non appena il cinema riaprirà, nel qual caso a lui spetterebbe la prelazione come proiezionista, il che gli consentirebbe di ripagare con comodità il debito.
Se non che si viene a sapere che l'edificio verrà demolito, ed al suo posto il nuovo proprietario costruirà un autoparcheggio. Per di più Eli si ammala piuttosto seriamente, al punto che se ne teme la dipartita.
Mona scopre che un secchio pieno di terra e spore regalatole da Trevor, pubblicizzato da un negozio locale come ambiente di coltura fai-da-te di funghi, ha effettivamente dato i suoi frutti, una volta posto in ambiente sufficientemente umido: lei e Trevor decidono allora di coltivare funghi all'interno del cinema, sperando di guadagnare dalla loro vendita, e sperando anche che Eli sopravviva almeno per tre mesi, stando ai calcoli di Mona.
Tuttavia una vigilessa insospettita dall'andirivieni all'esterno del cinema chiuso, fa intervenire un'ispezione comunale. Trevor e Mona, aiutati da numerosi amici, fanno appena in tempo a trasferire le grosse quantità di secchi di terra dal cinema ad un grosso sotterraneo.
Nella nuova locazione tuttavia i funghi, appena spuntati, muoiono per l'eccessivo calore; e anche Eli passa a miglior vita. Trevor e Mona non riescono ad immaginare come poter pagare al defunto i funerali che gli avevano promesso.
Con un furgoncino, a lato della strada, Trevor vende sacchi di compost, ricavato evidentemente dai secchi di funghi decomposti. Gli affari paiono andare piuttosto bene. Mona, lì accanto, vende gelati ai clienti.
Sulla lapide di Eli, secondo quanto predisposto dal defunto stesso, si legge: "Eli Davies, impresario cinematografico e showman".   